# ناحتة
ناحتة هي قرية سورية تقع في ناحية الحراك من منطقة إزرع في محافظة درعا. وفقاً لمكتب المركزي للإحصاء، بلغ عدد سكان قرية ناحتة 7,789 نسمة في تعداد عام 2004.